# Liste von Burgen und Schlössern in Nordböhmen
Diese Liste führt Burgen und Schlösser in Nordböhmen auf und umfasst die Aussiger Region und die Reichenberger Region. Sie ist Teil der Liste von Burgen und Schlössern in Tschechien. Die Liste erhebt keinen Anspruch auf Vollständigkeit. Es werden die tschechischen Namen verwendet und in Klammern die deutschen Namen angegeben.

## Aussiger Region (Ústecký kraj)
| Name                                                                                        | Ort | Lage und Anmerkungen | Bild  |
| ------------------------------------------------------------------------------------------- | --- | --- | ----- |
| Schloss Benešov nad Ploučnicí (Oberes Schloss Bensen)                                       | Benešov nad Ploučnicí, Okres Děčín (Bensen am Polzen, Kreis Tetschen)                                               | (Lage) Schlosskomplex mit spätgotischem „Oberem Schloss“ (Horní zámek) von 1522 bis 1524 und den Herrenhäusern Starschedel-Haus, Schönfeld-Haus und Konojedsky-Haus |       |
| Schloss Benešov nad Ploučnicí (Unteres Schloss Bensen)                                      | Benešov nad Ploučnicí, Okres Děčín (Bensen am Polzen, Kreis Tetschen)                                               | (Lage) Schlosskomplex „Unteres Schloss“ (Dolní zámek) von 1540 bis 1578 derer von Saalhausen mit Johann- bzw. Anton-Schloss, Wolf-Schloss und Czernín-Morzin-Schloss als Beispiel der sächsischen Frührenaissance in Böhmen |       |
| Schloss Bílence (Schloss Bielenz)                                                           | Bílence, Okres Chomutov (Bielenz, Kreis Komotau)                                                                    | (Lage) Barockschloss unter Heinrich Fürst von Auersperg erbaut |       |
| Schloss Bílina (Schloss Bilin)                                                              | Bílina, Okres Teplice (Bilin, Kreis Teplitz)                                                                        | (Lage) ehem. Lobkowicz-Schloss |       |
| Burg Blansko (Burgruine Blankenstein, auch Plankenstein)                                    | Mírkov bei Povrly, Okres Ústí nad Labem (Mörkau bei Pömmerle, Kreis Aussig)                                         | (Lage) Burg Blankenstein 1401 urkundlich erwähnt, 1527 an das sächsische Adelsgeschlecht von Bünau, nach dem Dreißigjährigen Krieg wurde die Burg wüst und verfiel |       |
| Schloss Blatno (Schloss Platten)                                                            | Blatno, Okres Chomutov (Platten, Kreis Komotau)                                                                     | (Lage) |       |
| Burg Budyně (Burg Budin)                                                                    | Budyně nad Ohří, Okres Litoměřice (Budin an der Eger, Kreis Leitmeritz)                                             | (Lage) urspr. Burg 1585 umgebaut, 1614 Verkauf an den böhmischen Kämmerer und Burggrafen Adam II. („der Ältere“) von Sternberg, bis 1945 im Besitz der Grafen Herberstein |       |
| Schloss Červený Hrádek (Rothenhaus)                                                         | Červený Hrádek bei Jirkov, Okres Chomutov (Rothenhaus bei Görkau, Kreis Komotau)                                    | (Lage) Umbau der ehemaligen spätgotischen Burg zum Barockschloss durch Antonio della Porta (1670), seit 1995 im Besitz der Stadt Görkau |       |
| Schloss Česká Kamenice (Schloss Böhmisch Kamnitz)                                           | Česká Kamenice, Okres Děčín (Böhmisch Kamnitz, Kreis Tetschen)                                                      | (Lage) Schloss von 1541 bis 1543 erbaut |       |
| Salhausenský zámek Česká Kamenice (Saalhausen-Schloss)                                      | Česká Kamenice, Okres Děčín (Böhmisch Kamnitz, Kreis Tetschen)                                                      | (Lage) Schloss mit einem Eckturm von 1521 im Stil der sächsischen Renaissance mit einem gotischen Treppengiebel |       |
| Schloss Chrámce (Schloss Kramitz)                                                           | Chrámce, Okres Most (Kramitz, Kreis Brüx)                                                                           | (Lage) urspr. gotische Burg aus dem 14. Jh., 1570/71 in ein Renaissanceschloss umgebaut, von 1795 bis 1805 Umbau im klassizistischen Stil |       |
| Chřibský hrádek (Unterer Karlstein)                                                         | Chřibská, Okres Děčín (Kreibitz, Kreis Tetschen)                                                                    | (Lage) Reste einer Felsenburg bei Kreibitz in der Böhmischen Schweiz |       |
| Schloss Cítoliby (Schloss Zittolieb)                                                        | Cítoliby, Okres Louny (Zittolieb, Kreis Laun)                                                                       | (Lage) |       |
| Schloss Čížkovice (Schloss Tschischkowitz)                                                  | Čížkovice, Okres Litoměřice (Tschischkowitz, Kreis Leitmeritz)                                                      | (Lage) erbaut 1658–1665 von Giulio Broggio, heute Altersheim |       |
| Schloss Děčín (Tetschner Schloss)                                                           | Děčín (Tetschen) | (Lage) im 13. Jh. Umbau zu einer steinernen Burg, im 16. Jh. zu einem Renaissanceschloss durch das sächsische Adelsgeschlecht von Bünau, nach dem Dreißigjährigen Krieg Verkauf an die Familie von Thun, die das Schloss 1932 an den Staat verkauften, eine Besonderheit ist die „Lange Fahrt“ (Dlouha jizda), der 292 m lange und beidseitig mit einer Mauer umgebene Zugang zum Schloss |       |
| Kloster und Schloss Doksany/Doxan                                                           | Doksany, Okres Litoměřice (Doxan, Kreis Leitmeritz)                                                                 | (Lage) Der Barockumbau des Klosters wird Kilian Ignaz Dientzenhofer zugeschrieben (Bauherr war Probst Josef Mika, Vizeprior des Klosters Strahov), 1790 Umbau zum Schloss durch die verw. Marie Therese Fürstin Poniatowski, geb. Kinsky, bis 1945 im Besitz der Grafen Lexa von Aehrenthal, seit 1998 wieder als Konvent der Prämonstratenserinnen genutzt |       |
| Burgruine Doubravka (Teplitzer Schlossberg)                                                 | Teplice (Teplitz)                                                                                                   | (Lage) ehem. Burganlage auf dem Teplitzer Schlossberg, 1478 durch Johann Illburg von Wresowitz erbaut, im 19. Jh. zu einer Ausflugsgaststätte umgebaut |       |
| Schloss Domoušice (Schloss Domauschitz)                                                     | Domoušice, Okres Louny (Domauschitz, Kreis Laun)                                                                    | (Lage) Schloss Domauschitz, erbaut 1714 für die Domherren, von 1802 bis 1924 gehörte es der Familie Schwarzenberg, danach Forstamt, heute in Privatbesitz und nicht zugänglich |       |
| Schloss Duchcov (Schloss Dux)                                                               | Duchcov, Okres Teplice (Dux, Kreis Teplitz)                                                                         | (Lage) urspr. eine Festung der Herren von Ossegg und Riesenburg, 1530 an die Adelsfamilie Lobkowitz, nach 1570 Umbau zum Renaissanceschloss nach Plänen von Ulrico Aostalli unter Wenzel Popel von Lobkowitz, 1642 an die Grafen von Waldstein, 1675–1685 Umbau zum Barockschloss nach Plänen des Architekten Jean Baptiste Mathey, die Skulpturen und Vasen vor dem Ehrenhof schuf Matthias Bernhard Braun, Aufenthaltsort von Giacomo Casanova, der zwischen 1785 und 1798 hier als Bibliothekar wirkte |       |
| Burg Egerberk, auch Egrberk (Burgruine Egerberg)                                            | Lestkov bei Klášterec nad Ohří, Okres Chomutov (Leskau bei Klösterle an der Eger, Kreis Komotau)                    | (Lage) Burg unter den Lobkowicz und Leonard Stampach von Stampach, ab 1598 Verfall |       |
| Schloss Encovany (Schloss Enzowan)                                                          | Encovany bei Křešice, Okres Litoměřice (Enzowan bei Kreschitz, Kreis Leitmeritz)                                    | (Lage) Renaissanceschloss |       |
| Felsenburg Falkenštejn (Felsenburg Falkenstein)                                             | Jetřichovice, Okres Děčín (Dittersbach, Kreis Tetschen)                                                             | (Lage) Reste der Felsenburg, 1444 wurde die Burg vom Oberlausitzer Sechsstädtebund belagert und zerstört |       |
| Burg Fredevald (Pustý zámek) (Burg Friedewald oder Wüstes Schloss)                          | Česká Kamenice, Okres Děčín (Böhmisch Kamnitz, Kreis Tetschen)                                                      | (Lage) Reste einer mittelalterlichen Burg, 1440 zerstört |       |
| Burg Hasištejn (Burgruine Hassenstein)                                                      | Místo, Okres Chomutov (Platz, Kreis Komotau)                                                                        | (Lage) Veste zum Schutz der Handelsstraße von Zwickau nach Kaaden, ab 1634 Ruine |       |
| Burg Hazmburk (Hasenburg)                                                                   | Klapý, Okres Litoměřice (Klapay, Kreis Leitmeritz)                                                                  | (Lage) Burgruine |       |
| Burg Helfenburk (Burg Helfenburg)                                                           | Ostré bei Úštěk, Okres Litoměřice (Neuland bei Auscha, Kreis Leitmeritz)                                            | (Lage) Ruine einer ehem. Felsenburg |       |
| Burg Hněvín (Landeswarte auf dem Schlossberg)                                               | Most (Brüx) | (Lage) ursprüngliche Burg auf dem Schlossberg (Vrch Hněvín) aus dem 12. Jh., meist in königlichem Besitz, Abbruch der Burg nach dem Dreißigjährigen Krieg, im 19. Jh. Neuaufbau (Burgenromantik) |       |
| Schloss Janov (Schloss Johnsdorf)                                                           | Janov u Litvínova, Okres Most (Johnsdorf, Kreis Brüx)                                                               | (Lage) Barockschloss 1670 unter Michna von Waitzenau erbaut |       |
| Schloss Jezeří (Schloss Eisenberg)                                                          | Horní Jiřetín, Okres Most (Obergeorgenthal, Kreis Brüx)                                                             | (Lage) Schloss Eisenberg liegt westlich von Horní Jiřetín (Obergeorgenthal), erbaut 1696 unter Ferdinand Wilhelm von Lobkowitz, nach 1722 als Jagdschloss genutzt, 1991 nach Restitution wieder an den Staat übergeben |       |
| Schloss Nový Hrad Jimlín (Neuschloss)                                                       | Jimlín, Okres Louny (Imling, Kreis Laun)                                                                            | (Lage) Renaissanceschloss aus dem 17. Jh., große Schlossanlage mit drei Innenhöfen |       |
| Burg Kadaň (Burg Kaaden)                                                                    | Kadaň, Okres Chomutov (Kaaden, Kreis Komotau)                                                                       | (Lage) gotische Burg um 1250 gegründet, Wohnsitz des königlichen Verwalters, 1421 wurde sie von Hussiten eingenommen und von Kreuzrittern teilweise zerstört, König Georg von Podiebrad ließ die Burganlage 1467 renovieren, 1504 Umbau unter Johann von Lobkowicz, 1750 zur Kaserne umgebaut, seit den 1990er Jahren im Besitz der Stadt |       |
| Burgruine Kalich (Kelchburg)                                                                | Třebušín, Okres Děčín (Triebsch, Kreis Tetschen)                                                                    | (Lage) Reste der einstigen Kelchburg, 1437 zerstört |       |
| Burg Kamenický hrad (Burg Kempnitz, auch Kampnitz)                                          | Česká Kamenice, Okres Děčín (Böhmisch Kamnitz, Kreis Tetschen)                                                      | (Lage) Ruine der gotischen Burg Kempnitz (auch Kampnitz) auf dem Schlossberg |       |
| Burg Kamýk (Burg Kamaik)                                                                    | Kamýk, Okres Litoměřice (Kamaik, Kreis Leitmeritz)                                                                  | (Lage) Burgruine |       |
| Schloss Klášterec nad Ohří (Schloss Klösterle)                                              | Klášterec nad Ohří, Okres Chomutov (Klösterle an der Eger, Kreis Komotau)                                           | (Lage) Umbau zum Renaissanceschloss 1666 durch Carlo Lurago und Rossi da Lucca, 1856 Umbau im Stil der englischen Neogotik |       |
| Schloss Korozluky (Schloss Kolosoruk)                                                       | Korozluky, Okres Most (Kolosoruk, Kreis Brüx)                                                                       | (Lage) zweistöckiges zweiflügeliges Gebäude im klassizistischen Stil aus dem 19. Jh. |       |
| Burg Kostomlaty (Burgruine Kostenblatt)                                                     | Kostomlaty pod Milešovkou (Kostenblatt, Kreis Teplitz)                                                              | (Lage) Reste einer gotischen Höhenburg |       |
| Burg Košťálov (Burgruine Kostial)                                                           | Třebenice, Okres Litoměřice (Trebnitz, Kreis Leitmeritz)                                                            | (Lage) Ruine der gotischen Burg Kostial mit Resten des Wohnturms |       |
| Schloss Krásné Březno (Schloss Schönpriesen)                                                | Krásné Březno, OT von Ústí nad Labem (Schönpriesen, OT von Aussig)                                                  | (Lage) |       |
| Burg Krásný Buk (Burg Schönbüchel)                                                          | Krásný Buk bei Krásná Lípa, Okres Děčín (Schönbüchel, OT von Schönlinde, Kreis Tetschen)                            | (Lage) Reste einer mittelalterlichen Burg, 1339 zerstört |       |
| Schloss Krásný Dvůr (Schloss Schönhof)                                                      | Krásný Dvůr, Okres Louny (Schönhof, Kreis Laun)                                                                     | (Lage) urspr. Herrenhaus im Stil der Renaissance aus dem 16. Jh., 1719 bis 1724 Umbau zum Barockschloss durch Franz Maximilian Kaňka unter Franz Josef Czernin von Chudenitz |       |
| Kristin Hrádek (Christianenburg)                                                            | Maxičky (Maxdorf), Okres Děčín (Christianenburg bei Maxdorf, Kreis Tetschen)                                        | (Lage) ehem. Jagdschloss von Franz Anton Thun-Hohenstein |       |
| Kyjovský hrádek – Horní Karlštejn oder Pustý Hrádek (Oberer Karlstein, auch Wüstes Schloss) | Kyjov, Okres Děčín (Khaa, OT von Schönlinde, Kreis Tetschen)                                                        | (Lage) Reste einer Felsenburg bei Kyjov (Khaa), vermutlich um 1440 oder 1444 zerstört, danach verfallen | fehlt |
| Burg Kyšperk – Supí hora (Geiersburg)                                                       | Unčín bei Krupka, Okres Teplice (Hohenstein bei Graupen, Kreis Teplitz)                                             | (Lage) Reste einer Burgruine |       |
| Burg Krupka (Rosenburg)                                                                     | Krupka, Okres Teplice (Graupen, Kreis Teplitz)                                                                      | (Lage) Reste einer urspr. Burganlage, auf dem Hofplatz wurde von 1695 bis 1697 das Bergamtshaus erbaut, 1710 von Graf Franz Clary-Aldringen erworben |       |
| Schloss Libochovice (Schloss Libochowitz)                                                   | Libochovice, Okres Litoměřice (Libochowitz, Kreis Leitmeritz)                                                       | (Lage) 1560–1564 als Renaissanceschloss erbaut, barocker Umbau nach Entwürfen von Antonio della Porta (1683–1690) |       |
| Jagdschloss Lichtenwald – Zámeček (Jagdschloss Lichtenwald)                                 | Fláje, Okres Most (Fleyh, Kreis Brüx)                                                                               | (Lage) Jagdschloss 1761–1767 erbaut unter Emanuel Filibert von Waldstein durch J. M. Rüttig aus Bilin, 1923 an den tschechischen Staat |       |
| Schloss Líčkov (Schloss Litschkau)                                                          | Líčkov, Okres Louny (Litschkau, Kreis Laun)                                                                         | (Lage) Barockschloss, ehem. Familiensitz des Malers Oskar Brázda |       |
| Schloss Lišnice (Schloss Lischnitz)                                                         | Lišnice, Okres Most (Lischnitz, Kreis Brüx)                                                                         | (Lage) Herrenhaus im Neo-Barockstil aus dem 19. Jh. |       |
| Schloss Horní Litvínov (Schloss Oberleutensdorf)                                            | Litvínov, Okres Most (Oberleutensdorf, Kreis Brüx)                                                                  | (Lage) urspr. Burg durch ein Herrenhaus ersetzt vom Architekten Giovanni Domenico Canevalle, 1732–1743 Umbau zum Barockschloss unter Franz Josef Georg von Waldstein durch den Architekten Franz Maximilian Kanka |       |
| Zámeček Lniště (Schloss Flachsgrund)                                                        | Nová Ves v Horách, Okres Most (Flachsgrund, Kreis Brüx)                                                             | (Lage) Jagdschloss der Herren von Lobkowicz |       |
| Schloss Milešov (Schloss Milleschau)                                                        | Milešov, Okres Litoměřice (Milleschau, Kreis Leitmeritz)                                                            | (Lage) dreiflügeliges Renaissanceschloss (1662–1667) nach Entwürfen von Antonio della Porta mit barockem Gartenpavillon (1707) |       |
| Burg Oltářík (Burg Woltarschik)                                                             | Oltářík, auch Hrádek bei Děkovka, Okres Litoměřice (Woltarschik, auch Woltarik bei Diakowa, Kreis Leitmeritz)       | (Lage) Burgruine |       |
| Burg Opárno (Burg Wopparn)                                                                  | Opárno bei Velemín, Okres Litoměřice (Wopparn bei Wellemin, Kreis Leitmeritz)                                       | (Lage) Burgruine von 1344 durch Smil von Vchynice, einem Vorfahren derer von Kinsky, 1536 verfallen |       |
| Zámek Pátek (Schloss Patek)                                                                 | Pátek (Peruc), Okres Louny (Patek bei Perutz, Kreis Laun)                                                           | (Lage) urspr. Burg durch Jan von Lobkowicz 1544–1557 zu einem Renaissanceschloss umgebaut, Umbau zum Barockschloss durch den italienischen Architekten Antonio della Porta um 1693, Besitzer der Herrschaft waren u. a. die Herren von Vřesovic, Klinštejn, Lobkovicz, Šternberk und Dietrichštejn |       |
| Zámek Peruc (Schloss Perutz)                                                                | Peruc, Okres Louny (Perutz, Kreis Laun)                                                                             | (Lage) Barockschloss 1770 erbaut von Ignaz Franz Platzer, bis 1945 im Besitz der Familie Thun-Hohenstein |       |
| Burg Perštejn (Burg Pürstein)                                                               | Perštejn, Okres Chomutov (Pürstein, Kreis Komotau)                                                                  | (Lage) Burgruine |       |
| Hrad Petrohrad – Petršpurk (Burgruine Petersburg)                                           | Petrohrad, Okres Louny (Petersburg, Kreis Laun)                                                                     | (Lage) Burgruine Petersburg, 1358 durch Peter von Vrtba errichtet, seit 1556 wüst |       |
| Schloss Petrohrad (Schloss Petersburg)                                                      | Petrohrad, Okres Louny (Petersburg, Kreis Laun)                                                                     | (Lage) Schloss Petrohrad, 1560 unter Jaroslav Kolowrat von Liebstein errichtet, von 1697 bis 1703 durch Giovanni Battista Alliprandi umgebaut, bis 1945 im Besitz der Familie Cernin von Chudenic |       |
| Schloss Ploskovice (Schloss Ploschkowitz)                                                   | Ploskovice, Okres Litoměřice (Ploschkowitz, Kreis Leitmeritz)                                                       | (Lage) Barockschloss, Sommerresidenz von Ferdinand V. von Habsburg |       |
| Schloss Postoloprty (Schloss Postelberg)                                                    | Postoloprty, Okres Louny (Postelberg, Kreis Laun)                                                                   | (Lage) auf dem Gelände eines Klosters wurde 1611 ein Schloss errichtet, das von 1706 bis 1718 nach Plänen von Paul Ignaz Bayer im Barockstil umgebaut wurde |       |
| Burg Pravda (Burg Prawda)                                                                   | Konětopy, Okres Louny (Netluk, Kreis Laun)                                                                          | (Lage) Burgruine |       |
| Burg Nový Žeberk Pyšná (Burg Neuseeberg)                                                    | Pyšná, Okres Chomutov (Stolzenhan, Kreis Komotau)                                                                   | (Lage) Burgruine |       |
| Schloss Roudnice (Schloss Raudnitz)                                                         | Roudnice nad Labem, Okres Litoměřice (Raudnitz an der Elbe, Kreis Leitmeritz)                                       | (Lage) urspr. Bischofsburg, Barockschloss aus dem 17. Jh. nach Entwurf von Antonio della Porta und Francesco Caratti |       |
| Schloss Rumburk (Schloss Rumburg)                                                           | Rumburk, Okres Děčín (Rumburg, Kreis Tetschen)                                                                      | (Lage) Barockschloss aus dem 18. Jh. |       |
| Burg Riesenburk oder Rýzmburk (Riesenburg)                                                  | Osek, Okres Teplice (Ossegg, Kreis Teplitz)                                                                         | (Lage) Burgruine |       |
| Herrenhaus Bělušice (Feste Bieloschitz)                                                     | Bělušice, Okres Most (Bieloschitz, Kreis Brüx)                                                                      | (Lage) Herrenhaus mit Sala terrena und großem englischen Park, Ausstattung von Johann Brokoff | fehlt |
| Burg Šarfenštejn – Ostrý (Burg Scharfenstein)                                               | Františkov nad Ploučnicí bei Benešov nad Ploučnicí, Okres Děčín (Franzenthal-Ulgersdorf bei Bensen, Kreis Tetschen) | (Lage) Burgruine |       |
| Felsenburg Šaunštejn (Schauenstein oder Hohenleipaer Raubschloss)                           | Vysoká Lípa, Okres Děčín (Hohenleipa, Kreis Tetschen)                                                               | (Lage) Reste einer ehem. Felsenburg, um 1440 zerstört |       |
| Burg Skalka (Burg Skalken)                                                                  | Vlastislav, Okres Litoměřice (Watislaw, Kreis Leitmeritz)                                                           | (Lage) Bergfried der ehem. Burg, an deren Fuß ein Barockschloss nach Plänen von Antonio della Porta errichtet wurde |       |
| Schloss Škrle (Schloss Skyrl)                                                               | Škrle bei Bílence, Okres Chomutov (Skyrl, auch Stierl, Kreis Komotau)                                               | (Lage) |       |
| Schloss Šluknov (Schloss Schluckenau)                                                       | Šluknov, Okres Děčín (Schluckenau, Kreis Tetschen)                                                                  | (Lage) zweigeschossiger Renaissancebau, erbaut 1566–73 für die Familie von Schleinitz |       |
| Zámeček Staňkovice (Schloss Stankowitz)                                                     | Staňkovice u Žatce, Okres Louny (Stankowitz, Kreis Laun)                                                            | (Lage) das zweistöckige spätbarocke Schlösschen mit einem Turm und Mansarddach entstand im 19. Jh. |       |
| Schloss Stekník (Schloss Stecknitz)                                                         | Stekník, Okres Louny (Stecknitz, Kreis Laun)                                                                        | (Lage) urspr. Burg um 1650 erbaut, im 18. Jh. in ein Rokokoschloss mit Terrassengärten umgebaut |       |
| Burg Střekov (Schreckenstein)                                                               | Střekov (Ústí nad Labem) (Aussig-Schreckenstein)                                                                    | (Lage) Burgherr war ab 1563 Wenzel Popel von Lobkowitz, um 1570 Umbau der Burg, ab 1601 im Besitz derer von Lobkowitz, Verfall der Burg seit dem 17. Jh., Symbol der Burgenromantik des 19. Jhs. |       |
| Burg Šumburk (Schönburg)                                                                    | Klášterec nad Ohří (Klösterle, Kreis Komotau)                                                                       | (Lage) Burgruine |       |
| Schloss Světec (Schloss Schwaz)                                                             | Světec, Okres Teplice (Schwaz, Kreis Teplitz)                                                                       | (Lage) neues Barockschloss von 1675 bis 1682 vom italienischen Architekten Antonio della Porta erbaut |       |
| Schloss Teplice (Schloss Teplitz)                                                           | Teplice (Teplitz)                                                                                                   | (Lage) die Adelsfamilie Clary-Aldringen nahm umfassende barocke und klassizistische Umbauten an der Schlossanlage vor, u. a. wurde das „Neue Gebäude“ (Westflügel) und in der zweiten Hälfte des 18. Jhs. das Theater errichtet |       |
| Burg Tolštejn (Tollenstein)                                                                 | Jiřetín pod Jedlovou, Okres Děčín (Sankt Georgenthal, Kreis Tetschen)                                               | (Lage) Burgruine |       |
| Zámek Toužetín (Schloss Tauschetin)                                                         | Toužetín, Okres Louny (Tauschetin, Kreis Laun)                                                                      | (Lage) urspr. eine gotische Feste (1372), Umbau 1697 unter Ferdinand Schwarzenberg durch die Architekten Giacomo Maggi und Pietro Maggi |       |
| Schloss Trmice (Schloss Türmitz)                                                            | Trmice, Okres Ústí nad Labem (Türmitz, Kreis Aussig)                                                                | (Lage) Neues Schloss Türmitz, von 1856 bis 1863 nach Plänen des Wiener Architekten Heinrich von Ferstel im Tudorstil erbaut, war Sitz der Grafen von Nostitz |       |
| Schloss Údlice (Schloss Eidlitz)                                                            | Údlice, Okres Chomutov (Eidlitz, Kreis Komotau)                                                                     | (Lage) Barockschloss aus dem 17. Jahrhundert |       |
| Burg Varta (Burg Warta)                                                                     | Olešnice, OT von Ústí nad Labem (Waldschnitz, OT von Aussig)                                                        | (Lage) Reste einer Burgruine |       |
| Schloss Velké Březno (Altes Schloss Großpriesen)                                            | Velké Březno, Okres Ústí nad Labem (Großpriesen, Kreis Aussig)                                                      | (Lage) Altes Schloss, jetzt privat |       |
| Schloss Velké Březno (Neues Schloss Großpriesen)                                            | Velké Březno, Okres Ústí nad Labem (Großpriesen, Kreis Aussig)                                                      | (Lage) Neues Schloss, 1843–1845 für den Burggrafen Karl Chotek von Chotkow erbaut, um 1910 im Neo-Renaissance-Stil umgebaut |       |
| Vrabinec auch Vrabín (Sperlingstein)                                                        | Těchlovice, Okres Děčín (Tichlowitz, Kreis Tetschen)                                                                | (Lage) Reste einer Burgruine |       |
| Schloss Želeč (Schloss Seltsch)                                                             | Želeč (Měcholupy) (Seltsch, Kreis Laun)                                                                             | (Lage) Herrenhaus aus dem 19. Jh. |       |

## Reichenberger Region (Liberecký kraj)
| Name                                                                                         | Ort                                                                                        | Lage und Anmerkungen | Bild |
| -------------------------------------------------------------------------------------------- | ------------------------------------------------------------------------------------------ | --- | ---- |
| Burg Bezděz (Burg Bösig)                                                                     | Bezděz bei Okna, Okres Česká Lípa (Schloßbösig, Kreis Böhmisch Leipa)                      | (Lage) |      |
| Hrad Bradlec (Burg Bradletz)                                                                 | Újezdec bei Syřenov, Okres Semily (Aujezdetz bei Syřenow, Kreis Semil)                     | (Lage) Burgruine |      |
| Burg Čap (Burg Tschap)                                                                       | Zátyní, Okres Česká Lípa (Zátyní, deutsch Sattai, bei Dauba, Kreis Böhmisch Leipa)         | (Lage) Burgruine |      |
| Hrad Lipy Česká Lípa (Burg Leipa)                                                            | Česká Lípa (Böhmisch Leipa)                                                                | (Lage) Wasserschloss aus dem 13. Jh., Umbau zum Renaissanceschloss im 15. und 17. Jh. |      |
| Červený dům Česká Lípa („Rotes Haus“ Böhmisch Leipa)                                         | Česká Lípa (Böhmisch Leipa)                                                                | (Lage) Renaissance-Lustschloss „Rotes Haus“, ehemaliges Jagdschloss aus dem Jahr 1583, erbaut von Dietrich Georg Berka von Duba                                                                   |      |
| Starý Zámek Český Dub (Altes Schloss Böhmisch Aicha)                                         | Český Dub, Okres Liberec (Böhmisch Aicha, Kreis Reichenberg)                               | (Lage) ursprünglich Johanniter-Komturei aus dem 13. Jh., umgebaut zum Schloss (1552), nach Brand (1858) Wiederaufbau (1906–1909) für den Unternehmer Franz Ritter von Schmitt (1816–1883)         |      |
| Vila Schmittova Český Dub (Palais Schmitt Böhmisch Aicha)                                    | Český Dub, Okres Liberec (Böhmisch Aicha, Kreis Reichenberg)                               | (Lage) Schmittsches Palais im neoklassizistischen Stil aus dem Jahr 1874, errichtet für den Unternehmer Franz Ritter von Schmitt                                                                  |      |
| Burg Chudý Hrádek (Burg Chudyhradek)                                                         | Dřevčice bei Dubá, Okres Česká Lípa (Sebitsch bei Dauba, Kreis Böhmisch Leipa)             | (Lage) |      |
| Burg Děvín (Burg Dewin)                                                                      | Hamr na Jezeře, Okres Česká Lípa (Hammer am See, Kreis Böhmisch Leipa)                     | (Lage) |      |
| Zámek Doksy (Schloss Hirschberg)                                                             | Doksy, Okres Česká Lípa (Hirschberg am See, Kreis Böhmisch Leipa)                          | (Lage) Renaissanceschloss aus dem 16. Jh. |      |
| Drábovna                                                                                     | Malá Skála, Okres Jablonec nad Nisou (Kleinskal, Kreis Gablonz)                            | (Lage) ehem. Felsenburg |      |
| Burg Starý Falkenburk (Burg Alte Falkenburg)                                                 | Jablonné v Podještědí, Okres Liberec Deutsch Gabel, Kreis Reichenberg                      | (Lage) |      |
| Schloss Nový Falkenburk (Schloss Neu Falkenburg)                                             | Jablonné v Podještědí, Okres Liberec (Deutsch Gabel, Kreis Reichenberg)                    | (Lage) |      |
| Schloss Frýdlant (Burgschloss Friedland)                                                     | Frýdlant, Okres Liberec (Friedland, Kreis Reichenberg)                                     | (Lage) |      |
| Burg Frýdštejn (Burg Friedstein)                                                             | Frýdštejn, Okres Jablonec nad Nisou (Friedstein bei Kleinskal, Kreis Gablonz)              | (Lage) |      |
| Burg Grabštejn (Burg Grafenstein)                                                            | Hrádek nad Nisou, Okres Liberec (Grottau, Kreis Reichenberg)                               | (Lage) Burg und Schloss Grafenstein |      |
| Zámeček Hamr (Schlösschen Hammer)                                                            | Hamr na Jezeře, Okres Česká Lípa (Hammer am See, Kreis Böhmisch Leipa)                     | (Lage) |      |
| Burg Hamrštejn (Burg Hammerstein)                                                            | Machnín bei Liberec (Machendorf bei Reichenberg)                                           | (Lage) |      |
| Zámek Horní Branná (Schloss Branna)                                                          | Horní Branná, Okres Semily (Branna oder Brennei, Kreis Semil)                              | (Lage) Schloss mit Park und Harrach-Gruft zum Heiligen Kreuz (Mausoleum) |      |
| Zámek Horní Libchava (Schloss Oberliebich)                                                   | Horní Libchava, Okres Česká Lípa (Oberliebich, Kreis Böhmisch Leipa)                       | (Lage) Renaissanceschloss, erbaut 1574–1593 |      |
| Zámek Horní Police (Schloss Oberpolitz)                                                      | Horní Police, Okres Česká Lípa (Oberpolitz, Kreis Böhmisch Leipa)                          | (Lage) im 17. Jh. unter Julius Franz (Sachsen-Lauenburg) erbaut |      |
| Burg Houska (Burg Hauska)                                                                    | Blatce, Okres Česká Lípa (Großblatzen, Kreis Böhmisch Leipa)                               | (Lage) |      |
| Schloss Hrubá Skála (Schloss Großskal)                                                       | Hrubá Skála, Okres Semily (Großskal, Kreis Semil)                                          | (Lage) urspr. Burg, Umbau zum Renaissanceschloss, später im Besitz der Familie Waldstein, Umbau im Stil der Neogotik (1859), danach im Besitz der Familie Lexa-Aehrenthal bis zur Enteignung 1945 |      |
| Schloss Hrubý Rohozec (Schloss Groß Rohosetz)                                                | Hrubý Rohozec bei (Turnov), Okres Semily (Groß Rohosetz bei Turnau, Kreis Semil)           | (Lage) Renaissanceschloss (um 1600) |      |
| Zámeček Pachtů z Rájova Jablonné v Podještědí (Jagdschloss Pacht von Rájov in Deutsch Gabel) | Jablonné v Podještědí, Okres Liberec (Deutsch Gabel, Kreis Reichenberg)                    | (Lage) Jagdschloss der Grafen Pacht von Rájov |      |
| Burg Jestřebí (Burg Habstein)                                                                | Jestřebí u České Lípy, Okres Česká Lípa (Habstein, Kreis Böhmisch Leipa)                   | (Lage) ehem. Felsenburg |      |
| Zámek Jilemnice (Schloss Starkenbach)                                                        | Jilemnice, Okres Semily (Starkenbach, Kreis Semil)                                         | (Lage) jetzt Museum |      |
| Burg Kumburk Syřenov (auch Goldenburg; Kolburk; Kolmburk)                                    | Syřenov, Okres Semily (Syřenow, Kreis Semil)                                               | (Lage) Burgruine |      |
| Zámek Kuřívody (Schloss Hühnerwasser)                                                        | Kuřívody, Okres Česká Lípa (Hühnerwasser, Kreis Böhmisch Leipa)                            | (Lage) Schlossruine |      |
| Schloss Lemberk (Schloss Lämberg)                                                            | Jablonné v Podještědí, Okres Liberec (Deutsch Gabel, Kreis Reichenberg)                    | (Lage) |      |
| Schloss Liberec (Schloss Reichenberg)                                                        | Liberec (Reichenberg)                                                                      | (Lage) Schloss von den Brüdern Christoph von Redern († 1591) und Melchior von Redern 1585–1587 erbaut, Umbau 1785/86, Neues Schloss zwischen 1773 und 1776 erbaut                                 |      |
| Schloss Lazne Libverda (Schloss Liebwerda)                                                   | Lázně Libverda Okres Liberec (Bad Liebwerda, Kreis Reichenberg)                            | (Lage) Sommerschloss, ein klassizistisches Gebäude, errichtet um 1800 von Christian Phillip Graf Clam-Gallas                                                                                      |      |
| Zámek Lomnice nad Popelkou (Schloss Lomnitz)                                                 | Lomnice nad Popelkou, Okres Semily (Lomnitz an der Popelka, Kreis Semil)                   | (Lage) frühbarockes Schloss (1737) |      |
| Burg Milštejn (Burg Mühlstein)                                                               | Naděje bei Cvikov, Okres Česká Lípa (Hoffnung bei Zwickau in Böhmen, Kreis Böhmisch Leipa) | (Lage) ehem. Felsenburg |      |
| Burg Návarov (Burg Nawarow)                                                                  | Návarov bei Železný Brod, Okres Jablonec nad Nisou (Nawarow bei Eisenbrod, Kreis Gablonz)  | (Lage) Burgruine |      |
| Schloss Nová Louka (Jagdschloss Neuwiese)                                                    | Bedřichov, Okres Jablonec nad Nisou (Friedrichswald, Kreis Gablonz)                        | (Lage) ehem. Jagdschloss, aus den Überresten einer Glashütte 1844 von der Adelsfamilie Clam-Gallas erbaut                                                                                         |      |
| Schloss Nový Berštejn (Schloss Neuperstein)                                                  | Dubá, Okres Česká Lípa (Dauba, Kreis Böhmisch Leipa)                                       | (Lage) |      |
| Burg Roimund, auch Hrad Raimund (Burg Roynungen oder Runenburg)                              | Jítrava, Okres Liberec Deutsch Pankraz, Kreis Reichenberg                                  | (Lage) |      |
| Burg Ralsko (Rollburg)                                                                       | Mimoň, Okres Česká Lípa (Niemes, Kreis Böhmisch Leipa)                                     | (Lage) Burgruine |      |
| Felsenburg Rotštejn (Rotstein)                                                               | Klokočí, Okres Semily (Klokotsch, Kreis Semil)                                             | (Lage) ehem. Felsenburg |      |
| Schloss Semily (Schloss Semil)                                                               | Semily Semil                                                                               | (Lage) Barockschloss, um 1700 unter Graf Ferdinand Ignatius Desfours errichtet |      |
| Felsenburg Sloup (Einsiedlerstein)                                                           | Sloup v Čechách, Okres Česká Lípa (Bürgstein, Kreis Böhmisch Leipa)                        | (Lage) ehem. Felsenburg |      |
| Zámek Sloup v Čechách (Schloss Böhmisch Leipa)                                               | Sloup v Čechách, Okres Česká Lípa (Bürgstein, Kreis Böhmisch Leipa)                        | (Lage) Schloss 1730–1733 errichtet unter Maximilian Josef Kinsky |      |
| Burg Starý Berštejn (Burg Altperstein)                                                       | Vrchovany, Okres Česká Lípa (Wrchhaben, Kreis Böhmisch Leipa)                              | (Lage) |      |
| Felsenburg Stohánek (Felsenburg Struhanken)                                                  | Hamr na Jezeře, Okres Česká Lípa (Hammer am See, Kreis Böhmisch Leipa)                     | (Lage) ehem. Felsenburg |      |
| Schloss Stvolínky (Schloss Drum)                                                             | Stvolínky, Okres Česká Lípa (Drum, Kreis Böhmisch Leipa)                                   | (Lage) Schlossbau 1664 durch den Leitmeritzer Bischof Maximilian Rudolf von Schleinitz, im 19. Jh. Priesterseminar                                                                                |      |
| Zámek Svijanský (Schloss Swijan)                                                             | Svijany, Okres Liberec (Swijan, Kreis Reichenberg)                                         | (Lage) Schloss 1565 für die Herren von Wartenberg errichtet, Umbau zwischen 1768 und 1789 durch die Grafen von Waldstein                                                                          |      |
| Schloss Sychrov (Schloss Sichrow)                                                            | Sychrov, Okres Liberec (Sichrow, Kreis Reichenberg)                                        | (Lage) |      |
| Burg Trosky                                                                                  | Rovensko pod Troskami, Okres Semily (Rowensko bei Turnau, Kreis Semil)                     | (Lage) |      |
| Starý Hrad Valdštejn (Burg Waldstein)                                                        | Turnov-Mašov, Okres Semily (Turnau-Maschow, Kreis Semil)                                   | (Lage) |      |
| Schloss Vartenberk (Schloss Wartenberg)                                                      | Stráž pod Ralskem, Okres Česká Lípa (Wartenberg am Rollberg, Kreis Böhmisch Leipa)         | (Lage) urspr. Burg Vartemberk aus dem 12./13. Jh., am Ende des 15. Jhs. Umbau zum Renaissanceschloss                                                                                              |      |
| Felsenburg Vranov – Skála Pantheon (Felsenburg Wranow)                                       | Malá Skála, Okres Jablonec nad Nisou (Kleinskal, Kreis Gablonz)                            | (Lage) ehem. Felsenburg |      |
| Schloss Vřísek – auch Žižkův hrad oder zámeček Vítkovec (Schischkenschloss)                  | Holany, Okres Česká Lípa (Hohlen, Kreis Böhmisch Leipa)                                    | (Lage) |      |
| Schloss Nový Zámek Zahrádky, auch Nový Vítkovec (Neuschloss Neugarten)                       | Zahrádky, Okres Česká Lípa Neugarten, Kreis Böhmisch Leipa                                 | (Lage) Renaissanceschloss |      |
| Schloss Zákupy (Schloss Reichstadt)                                                          | Zákupy, Okres Česká Lípa (Reichstadt, Kreis Böhmisch Leipa)                                | (Lage) |      |
| Burg Zbiroh                                                                                  | Malá Skála, Okres Jablonec nad Nisou (Kleinskal, Kreis Gablonz)                            | (Lage) |      |